# Liste der Landschaftsschutzgebiete im Landkreis Kitzingen
Im Landkreis Kitzingen gibt es drei Landschaftsschutzgebiete. (Stand: November 2018)

## Hinweise zu den Angaben in der Tabelle
- Gebietsname: Amtliche Bezeichnung des Schutzgebietes
- Bild/Commons: Bild und Link zu weiteren Bildern aus dem Schutzgebiet
- LSG-ID: Amtliche Nummer des Schutzgebietes
- WDPA-ID: Link zum Eintrag des Schutzgebietes in der World Database on Protected Areas
- Wikidata: Link zum Wikidata-Eintrag des Schutzgebietes
- Ausweisung: Datum der Ausweisung als Schutzgebiet
- Gemeinde(n): Gemeinden, auf denen sich das Schutzgebiet befindet
- Lage: Geografischer Standort
- Fläche: Gesamtfläche des Schutzgebietes in Hektar
- Flächenanteil: Anteilige Flächen des Schutzgebietes in Landkreisen/Gemeinden, Angabe in % der Gesamtfläche
- Bemerkung: Besonderheiten und Anmerkungen

Bis auf die Spalte Lage sind alle Spalten sortierbar.
| Gebietsname | Bild/Commons   | LSG-ID       | WDPA-ID | Wikidata  | Ausweisung | Gemeinde(n) | Lage     | Fläche ha | Flächenanteil | Bemerkung |
| --- | -------------- | ------------ | ------- | --------- | ---------- | ----------- | -------- | --------- | --- | --------- |
| LSG innerhalb des Naturparks Steigerwald (ehemals Schutzzone)                                                  | weitere Bilder | LSG-00569.01 | 396119  | Q59586157 | 1988       |             | Position | 88558,46  | Landkreis Bamberg (20,3 %), Landkreis Erlangen-Höchstadt (3,6 %), Landkreis Neustadt an der Aisch (38,4 %), Landkreis Haßberge (17,0 %), Landkreis Kitzingen (14,0 %), Landkreis Schweinfurt (6,7 %) |           |
| Schutz von Landschaftsteilen in der Gemeinde Reupelsdorf, Landkreis Gerolzhofen – Staatswaldrevier Reupelsdorf |                | LSG-00210.01 | 395690  | Q59633230 | 1971       |             | Position | 210,8     | Landkreis Kitzingen (100 %) |           |
| Volkacher Mainschleife                                                                                         | weitere Bilder | LSG-00170.01 | 395639  | Q59633208 | 1969       |             | Position | 5326,93   | Landkreis Kitzingen (61,9 %), Landkreis Schweinfurt (16,3 %), Landkreis Würzburg (21,7 %) |           |